# المجهول الجميل

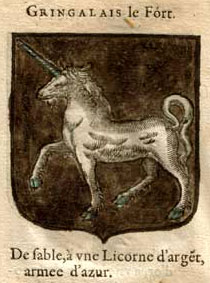

المجهول الجميل (بالإنجليزية: The Fair Unknown، بالفرنسية:Le Bel Inconnu)‏ وعرف بأسماء أخرى مثل غينغالين، غوينغلاين، غليغلوا، ويغالويس، الخ)، هو شخصية من الأسطورة الآرثرية سجلت مغامراتها في العديد من القصص التي أخذت من قصة شعبية في القرون الوسطى. يختلف لقبه اعتمادا على النسخة واللغة. وهو معروف في اللغة الإنجليزية باسم ليبياوس ديسكونوس. هو شخصية العنوان في قصيدة المجهول الجميل أو Le Bel Inconnu، وهي قصيدة من تأليف من رينو دي بوجو في زمن ما بين منتصف عقد 1180 وعقد 1230،  وفي مخطوطة ضاعت من القرن الثالث عشر بعنوان غليغلوا Gliglois. ولكن من غير المؤكد، إذا كان غليغلوا من مخطوطة القرون الوسطى يشير إلى ابن غاوين أو شخصية الأخرى في سلسلة قصائد المجهول الجميل.
يتماثل الموجز الأساسي للقصة في معظم المصادر، مع اختلافات طفيفة في التركيز العاطفي وفقا للمؤلف. غينغالين هو ابن السير غاوين من بلانشمال، وهي جنية التقاها غاوين في الغابة. أخفت بلانشمال أمر ابنها سرا عن غاوين ولا تخبره عنه أبدا. يدرك غينغالين رغبته في أن يكون فارسا بعد أن عثر على جثة فارس في الغابة، ويسافر إلى بلاط الملك آرثر وتم تنصيبه فارسا باسم المجهول الجميل. يأتي رسول من أميرة ويلز إسمري الشقراء (أو الجميلة) Esmerée ويطلب مساعدة الملك آرثر، حيث وقعت حصار ساحر قوي يدعى مابون. يطلب المجهول الجميل أن يذهب في المغامرة ويرافق وصيفة الأميرة إلى المدينة المحاصرة. تمكن من إنقاذ الأميرة التي عرضت نفسها زوجة له. واجه غينغالين في هذه الرحلة عدة مغامرات. وأهمها أنه هزم مالغير الأشيب (بالفرنسية: Malgier le Gris)‏، وهو شخص يطلب يد العذراء ذات الأيادي البيضاء فيه الذي يرغب في عرقي بوسيل أوكس بلانشس مينز (بالفرنسية: Pucelle aux Blanches Mains)‏ وهي ساحرة أو جنية في بعض النسخ. إلا أنها لا ترغب في الزواج من مالغير وتشكر غينغالين أنه أنقذها منه، وتعرض عليه الزواج وأن يحكم أراضيها معها. يخطط المجهول الجميل الزواج منها ولكنه يرحل على عجل لاستكمال رحلته إلى أميرة ويلز. وعاد لاحقا ليزور بوسيل ويعتذر عن رحيله المفاجئ خلال زيارته الأولى.
يقيم الملك آرثر بطولة بقصد إغراء عينغالين للعودة إلى البلاط مرة أخرى، وليعدل عن قراره بالزواج من العذراء ليتزوج ملكة ويلز المتوجة حديثا. وبهذا سيتعين على غينغالين أن يخسر حبه للعذراء ولن يراها مرة أخرى. يقرر الانضمام للبطولة بغض النظر عن التضحيات التي سيقدمها. لكن العذراء تقرر مساعدته بقواها؛ حيث تنقله من قلعتها مع حصان ومساعد ودرع لتكون قادرا على الانضمام إلى البطولة. تزوج غينغالين من الملكة في النهاية (يؤكد دي بوجو أن الزواج كان أغراض اجتماعية أكثر منها عاطفية) وبعد ذلك يكتشف أن غاوين هو والده.
يظهر جينغالين في كتاب موت الملك آرثر بقلم توماس مالوري، حيث قتل إلى جانب إخوته السير فلورنس والسير لوفيل عندما يقوم موردرد و أغرافين بفضح علاقة غوينيفير مع لانسلوت. كانت قصة المجهول الجميل شعبية جدا في أدبيات العصور الوسطى؛ وترتبط القصة ارتباطا وثيقا (إن لم تكن المصدر المباشر) بحكايات السير غاريث وبرسيفال والسير برونور.

## وصلات خارجية
- Jessie Weston's translation of Sir Libeaus Desconus